# Juillet 1945
Cette page présente les faits marquants du mois de juillet 1945.
Les événements concernant la Seconde Guerre mondiale sont détaillés dans l'article Juillet 1945 (Seconde Guerre mondiale).

## Événements
- Démission du président colombien Alfonso López Pumarejo qui pense promouvoir un accord avec l’opposition. En 1946 le pays entre dans une période d’extrême violence.
- En Birmanie, l'armée japonaise en retraite est décimée dans la basse vallée de la Sittang (près de 10 000 morts).
- L’émir saoudien Faysal se rend aux États-Unis.
- Truman demande à la Grande-Bretagne qu’elle délivre 100 000 certificats d’immigration en Palestine pour les rescapés de la Shoah. Devant le refus de Londres, Truman décide de porter la question sur la place publique.

- 1er juillet : 
  - l'Allemagne est divisée en quatre zones d'occupation.
  - les troupes américaines évacuent la Saxe et la Thuringe; les troupes britanniques se retirent de la région de Magdebourg. Ces régions dépendent désormais de la zone d'occupation soviétique.

- 2 juillet : la Banque de France met en circulation un nouveau billet de banque, le 1000 francs Minerve et Hercule[1].

- 3 juillet :
  - la radio de Moscou annonce que le corps de Goebbels a été découvert dans une cour de la Chancellerie de Berlin.
  - capture par les Alliés de Ernst Wilhelm Bohle, secrétaire d’État au ministère des Affaires étrangères de 1937 à 1945, et directeur de l'organisation étrangère du NSDAP de 1933 à 1945. Il avait été choisi par Hitler en 1940, pour être le gauleiter de la Grande-Bretagne après l'invasion de celle-ci.

- 5 juillet :
  - le Premier Ministre australien John Curtin est décédé. Frank Forde est nommé Premier Ministre par intérim le 6 juillet jusqu'au 13 juillet. Ses funérailles ont lieu le 9 juillet
  - les élections législatives britanniques désignent Clement Attlee du Parti travailliste (Labour Party), vainqueur au détriment du Premier Ministre sortant, conservateur, Winston Churchill.

- 6 juillet : les États-Unis et le Royaume-Uni reconnaissent le gouvernement communiste polonais, Staline s’étant entre-temps rallié à leur position en matière de procédure au Conseil de sécurité des Nations unies. Le  nouveau « gouvernement d'unité nationale » s'était constitué le 28 juin avec le socialiste Edward Osóbka-Morawski comme Premier ministre et deux vice-premiers ministres; Stanislaw Mikołajczyk qui était président du Gouvernement polonais en exil à Londres et avait donc démissionné, et le communiste Władysław Gomułka.

- 9 juillet :
  - les accords de Londres fixent les quatre zones d’occupation des Alliés en Autriche. Vienne, divisée en quatre secteurs, est soumise à une autorité quadripartite.
  - le général De Gaulle propose un référendum national pour décider du système de gouvernement.

- 10 juillet : réouverture du musée du Louvre à Paris.

- 11 juillet : Canada: le parti libéral, conduit par William Lyon Mackenzie King, remporte les élections législatives. Les libéraux remportent 119 sièges au Parlement contre 65 pour le parti conservateur progressiste et 28 pour le C.C.F. Cependant, le premier ministre Mackenzie King, est vaincu à Prince Albert. Il sera réélu lors d'une élection partielle le 6 août 1945.

- 12 juillet : France: cérémonie à Paris, conduite par les survivants des camps de concentration, en mémoire des victimes du nazisme.

- 13 juillet :
  - Japon: Le gouvernement américain admet sa responsabilité dans le naufrage, le 1er avril 1945, du navire hôpital de la Croix Rouge Awa Maru, chargé de recueillir des survivants, et déclare qu'il s'agissait d'une erreur. Le commandant du sous-marin USS Queenfish, le commandant Elliott Loughlin (en), a été reconnu coupable d'une négligence et a été déféré par l'amiral Ernest King devant une cour martiale. Quand le gouvernement américain a proposé, par l'intermédiaire de la Suisse neutre, un navire similaire pour le remplacer; le Japon a exigé une indemnisation complète.
  - Allemagne: À Berlin, le conseil municipal confisque officiellement toutes les propriétés détenues par des membres du NSDAP.
  - Italie: Le gouvernement italien déclare la guerre au Japon.
  - URSS: Rencontre précipitée à Moscou entre l'ambassadeur japonais Naotake Satō, et le ministre des Affaires étrangères Molotov. Pour certains, il s'agit d'une demande du Japon faite à l'URSS de sonder les Anglo-Américains sur d'éventuelles négociations de capitulation.
  -  Australie: Le ministre des Finances Ben Chifley devient Premier Ministre.

- 14 juillet : Berlin: Le drapeau français est officiellement déployé à Berlin au sommet de la colonne de la Victoire qui commémore la victoire allemande lors de la guerre franco-prussienne de 1870-1871.

- 15 juillet : Grande-Bretagne: À Londres, le West End est à nouveau éclairé après plus de 2000 jours de black-out

- 16 juillet : 
  - États-Unis: Premier essai atomique de l'histoire: Trinity: à 15 heures 30, est expérimentée la première bombe atomique au plutonium dans le désert du Nouveau-Mexique, près de la base aérienne d'Alamogordo. L'explosion est visible à près de 300 kilomètres à la ronde. Son souffle est estimé à celui dégagé par l'explosion de 15 000 à 20 000 tonnes de TNT.
  - Le roi Léopold III renonce à rentrer en Belgique où l’opposition à son retour est très vive. Il refuse cependant d’abdiquer.
  - Allemagne: Arrivée à Berlin des délégations américaine et britannique, conduites par Truman et Churchill, en vue de la conférence de Potsdam.

- 17 juillet - 2 août :
  - conférence de Potsdam entre Truman, les Britanniques Winston Churchill et Attlee et Staline. Ouverture dans l'après-midi de la conférence de Potsdam (à proximité de Berlin), Terminal, sur la dénazification, les réparations allemandes et les conditions d'un règlement du conflit avec le Japon. Le président Truman est invité à présider la rencontre.L’Union soviétique obtient des territoires de la province de Prusse-Orientale, la frontière occidentale de la Pologne est fixée provisoirement par la ligne Oder-Neisse, les Allemands des territoires annexés seront expulsés. L’Autriche ne paiera pas de réparations. Les traités de paix seront préparés par les ministres des Affaires étrangères des cinq pays alliés (avec la Chine). Délimitation des quatre zones d'occupation en Allemagne. Staline refuse l’internationalisation des voies d’eau européennes. Le démantèlement de l'industrie lourde de l'Allemagne est prévu. La question des réparations est réglée à la satisfaction de l’URSS qui obtient à Potsdam le droit de prélever non seulement ce qu’elle veut dans sa zone d’occupation, mais encore un quart de l’équipement des zones occidentales. Condamnation du franquisme.

- 18 juillet :
  - Canada: A  Halifax, en Nouvelle-Écosse, 15 personnes sont tuées au cours d'une explosion dans l'arsenal de la marine canadienne. Les pompiers évitent de justesse une catastrophe, l'explosion du dépôt principal, qui contient environ 6000 tonnes de munitions.
  - Allemagne: la seconde session plénière de la conférence se tient dans le palais du 18e siècle, le Cecilienhof. Dans une note cryptée, Truman informe Churchill du succès du test de la bombe atomique : "les bébés sont nés de manière satisfaisante".
  - Belgique: par un vote, le Sénat belge interdit le retour du roi Léopold III.
  - Italie: des mines allemandes explosent accidentellement, détruisant le Red Cross club et tuant 36 militaires américains.

- 19 juillet : 
  - le Fuero de los Españoles (charte des Espagnols) proclame les droits et les devoirs du peuple.
  - États-Unis: le Congrès ratifie l'accord monétaire de Bretton Woods.

- 20 juillet :
  - Espagne : l’arrivée d’Alberto Martín-Artajo Álvarez comme ministre des Affaires étrangères inaugure une nouvelle orientation (accès de démocrates-chrétiens au gouvernement).
  - États-Unis : vote au Congrès autorisant les banques d'import-export à augmenter le plafond de leurs prêts de 700 millions à 3,5 milliards de dollars. Le Sénat adopte la loi sur les accords de Bretton Woods par 61 voix contre 16.
  - Allemagne : au cours de la conférence de Potsdam, Truman déclare que les Alliés ne revendiquent aucun territoire, désirant seulement la paix, la prospérité. Un drapeau, destiné à flotter sur la capitale nippone après la capitulation du Japon, est hissé à Berlin en présence du président Truman.
  - Belgique : le premier ministre belge Achille van  Acker déclare au roi Léopold III qu'il devrait abdiquer en raison de "ses graves et impardonnables erreurs".

- 21 juillet : de Gaulle fait, à Brest, un discours sur l'avenir politique de la France[2].

- 23 juillet au 15 août : procès du maréchal Pétain, condamné à mort, il eut sa peine commuée en détention perpétuelle le 23 août par De Gaulle.

- 26 juillet : 
  - Démission de Winston Churchill de son poste de Premier ministre après la défaite du Parti conservateur.
  - Proclamation de Potsdam.
  - Début du ministère travailliste de Clement Attlee, Premier ministre du Royaume-Uni (fin en 1951).
    - Le programme travailliste (Let Us Face the Future) marque le Royaume-Uni d’après 1945. La politique économique, d’inspiration keynésienne, donne le contrôle à l’État d’importants secteurs de l’activité. Les syndicats ouvriers (trade-unions) jouissent d’une force considérable. Ils poussent aux hausses de salaires et refusent les licenciements, alors que la productivité croît lentement et la compétitivité des produits britanniques se détériore. Pour financer les réformes, Keynes se rend à Washington et obtient un prêt de 3,75 milliards de dollars sur cinquante ans au taux avantageux de 2 % après une période franche de cinq ans. En contrepartie, la Grande-Bretagne s’engage à ratifier les accords de Bretton Woods et restaurer dans un délai de douze mois la convertibilité du sterling en or.

- 27 juillet : « déclaration de Potsdam ». Les alliés réunis à Potsdam invitent le Japon à se rendre sans conditions sous peine de destruction.

- 28 juillet : 
  - démocratie au Pérou. Élection comme président de José Luis Bustamante, à l’occasion d’une élection exceptionnellement honnête. L’Alliance populaire révolutionnaire américaine, le grand parti d’opposition de Haya de la Torre, qui n’a pas été autorisé à y participer, s’allie avec Bustamante. S’ouvre une période de réformisme de trois ans.
  - le bombardier B-25 Mitchell s'écrasa contre le 79e étage de l'Empire State Building.

- 30 juillet : le croiseur USS Indianapolis est coulé par un sous-marin japonais.

## Naissances en juillet 1945
- 4 juillet : Stanislaw Rylko, cardinal polonais, président du Conseil pontifical pour les laïcs.
- 5 juillet : Michael Blake, écrivain américain.
- 7 juillet : 
  - Sophie Pétronin, travailleuse humanitaire Franco-Suisse.
  - Moncef Marzouki, homme d'État tunisien.
- 8 juillet : Micheline Calmy-Rey, femme politique suisse, présidente de la Confédération suisse élue en 2007.
- 10 juillet : 
  - Jean-Marie Poiré, réalisateur, scénariste et producteur de cinéma français.
  - Daniel Ona Ondo, homme politique gabonais.
- 12 juillet : Roger Vignoles, pianiste anglais.
- 13 juillet : 
  - Fikre Selassie Wogderess, personnalité politique éthiopien († 12 décembre 2020).
  - Abdelkhalek Louzani, footballeur marocain († 6 février 2021).
- 14 juillet : Pierre de Fenoÿl, photographe français († 4 septembre 1987).
- 20 juillet : John Lodge, musicien anglais.
- 27 juillet : Edmund M. Clarke, informaticien américain († 22 décembre 2020).
- 30 juillet : David Sanborn

saxophoniste américain († 12 mai 2024).
- 31 juillet : Vic Laurens ( Chanteur  ).
- 31 juillet : Abdelkader Retnani, éditeur marocain.

## Décès
- 6 juillet : Adolf Bertram, cardinal allemand, archevêque de Breslau (° 14 mars 1859).
- 20 juillet : 
  - Paul Valéry, écrivain français (° 30 octobre 1871).
  - Adolphe Tavernier, escrimeur, écrivain, critique d'art, collectionneur et journaliste français (° 2 septembre 1853).
- 22 juillet : Veloso Salgado, peintre portugais (° 2 avril 1864).